# 亞歷山德魯·奇普丘
亞歷山德魯·奇普丘（羅馬尼亞語：Alexandru Chipciu)；1989年5月18日—）是一位羅馬尼亞足球運動員，在場上的位置是前鋒。他現效力於羅馬尼亞足球甲級聯賽球隊克卢日，他曾效力於羅馬尼亞足球甲級聯賽球隊布加勒斯特星隊。

## 外部連結
- 亞歷山德魯·奇普丘在RomanianSoccer.ro和StatisticsFootball.com上的資料
- 亞歷山德魯·奇普丘在 National-Football-Teams.com 上的出场纪录
- worldfootball.net：亞歷山德魯·奇普丘之統計數據 （英文）
- 亞歷山德魯·奇普丘 – FIFA國際賽競賽紀錄 (存檔)
- 亞歷山德魯·奇普丘－UEFA國際賽競賽紀錄